# Johann Gotthelf Große
Johann Gotthelf Große (* 18. Mai 1808 in Harthau bei Bischofswerda; † 28. Februar 1869) war ein deutscher Glockengießer.

## Leben

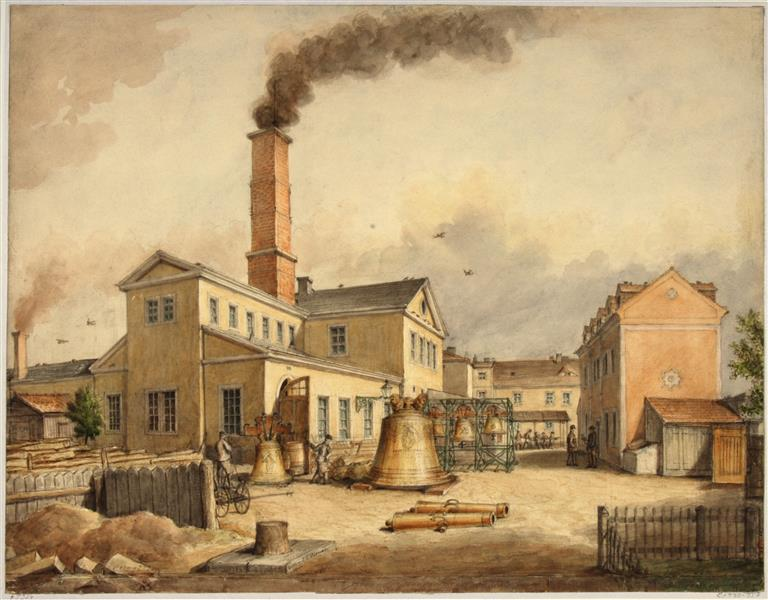
J. E. Assmann (1867), Kupferstich der Königlich-Sächsischen Stück- und Glockengießerei

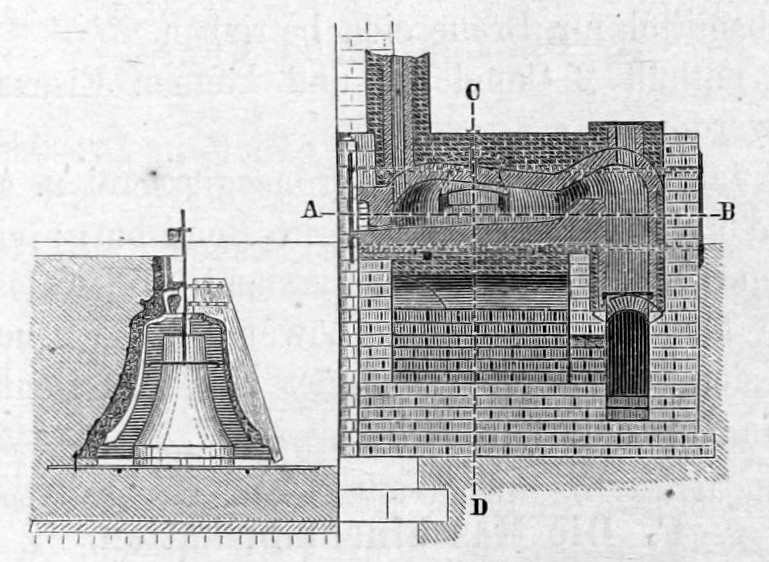
Flammenofen in der Gießerei Große für 1500 kg Glockenmasse

Große wurde 1808 in Harthau (heute Großharthau) als 10. Kind von Johann Gottlieb Große und Anna Rosina Kannegießer geboren. Nach beendeter Schulzeit in Bischofswerda ging er nach Dresden in die Königliche Stückgießerei in die Lehre. Er ahnte nicht, dass er später Nachfolger seines Lehrmeisters würde. Ab 1835 war er Meister der Stück- und Glockengießerinnung. 
Im Jahr 1836 goss er wohl die erste seiner Glocken. Es war eine sehr kleine Glocke von 58 kg. Im Verlauf des Jahres 1849 schuf er für die Dorfkirche Spremberg der sächsischen Kirchgemeinde Spremberg, später Neusalza-Spremberg, ein Geläut von drei bronzenen Glocken, das 1922 durch ein neues der Stahlwerke Bochum ersetzt wurde. In der Gießerei von J. G. Große entstand 1855 auch das Geläut für die Marienkirche in Großenhain. 1858 goss seine Gießerei das Geläut für die Dreikönigskirche in Dresden-Neustadt. 1859 fertigte er die Kirchenglocken für Sohland an der Spree. Eines seiner letzten Werke war die mittlere Kirchenglocke für Johanngeorgenstadt.
Ein Mitbewerber seiner Glockengießerei war die des Kupferschmieds und Glockengießers Friedrich Gruhl in Kleinwelka. Im Pfarrarchiv der Kirche Doberschau-Gaußig befinden sich die Kalkulationen der beiden Unternehmer für die Neuanschaffung der Glocken, wobei Große von Gruhl unterboten wurde.
Er war verheiratet mit Maria Therese Winter, geboren am 28. September 1820 in Bischofswerda. Johann Gotthelf Große starb am 28. Februar 1869. Sein Sohn Hermann führte die Gießerei weiter.

## Einige Werke (Auswahl)
- Unter Großes Leitung entstand 1877 das neunstimmige Geläut für den Kaiserdom St. Bartholomäus zu Frankfurt am Main. Dessen Gloriosa ist die zweitschwerste Bronzeglocke und die viertschwerste Glocke überhaupt in Deutschland.
- Schulglocke für das Schulgebäude in Falkenbach, mit Inschrift und ornamentaler Glockenzier; im Heimatmuseum der Burg Wolkenstein ausgestellt